# Clinocera chilensis
Clinocera chilensis är en tvåvingeart som beskrevs av Sinclair 2008. Clinocera chilensis ingår i släktet Clinocera och familjen dansflugor. Inga underarter finns listade i Catalogue of Life.